# Dlhoňa
Dlhoňa (in ungherese Dolgonya) è un comune della Slovacchia facente parte del distretto di Svidník, nella regione di Prešov.